# Carníola Branca

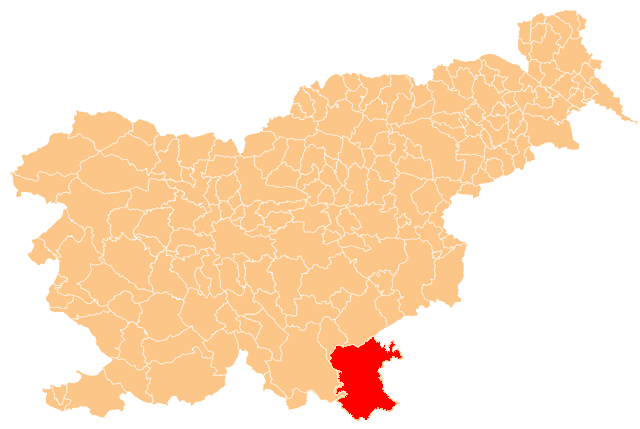
Bela krajina na Eslovénia

Carníola Branca é uma região tradicional do sudeste da Eslovénia, na fronteira com a Croácia.